# Le Quesnel-Aubry
Le Quesnel-Aubry ist eine französische Gemeinde mit 220 Einwohnern (Stand 1. Januar 2022) im Département Oise in der Region Hauts-de-France. Die Gemeinde liegt im Arrondissement Clermont und ist Teil der Communauté de communes de l’Oise Picarde und des Kantons Saint-Just-en-Chaussée.

## Geographie
Die Gemeinde liegt rund zwölf Kilometer südöstlich von Froissy und neun Kilometer westlich von Saint-Just-en-Chaussée.

## Einwohner
| 1962 | 1968 | 1975 | 1982 | 1990 | 1999 | 2006 | 2011 |
| ---- | ---- | ---- | ---- | ---- | ---- | ---- | ---- |
| 134  | 118  | 120  | 130  | 122  | 127  | 155  | 187  |

## Verwaltung
Bürgermeister (maire) ist seit 2008 Jean Louis Castier.

## Sehenswürdigkeiten
- in den Jahren 2003 und 2004 restaurierte Pfarrkirche Notre-Dame-de-la-Nativité mit altem Chor und alten Mauern[1] Siehe auch: Liste der Monuments historiques in Le Quesnel-Aubry